# Киевская ротонда

Киевская ротонда. Реконструкция Ю. С. Асеева

Киевская ротонда — средневековая ротонда в романском стиле, существовавшая в Киеве в XII—XV веках, во времена Киевского княжества. Памятник архитектуры Древнерусского государства.

## Расположение
Остатки ротонды были обнаружены на территории бывшей усадьбы Трубецких по адресу Владимирская, 3. В древнерусскую эпоху она стояла в самом центре города Владимира (киевского детинца) напротив Десятинной церкви и предположительно являлась одним из элементов ансамбля Бабиного торжка.

## История
Ротонда была возведена в конце XII века либо в начале XIII века. Её предназначение точно не установлено. Среди гипотез — дворцовое здание (дворец, палата княжеского совета, дом государственных приёмов), гражданское здание киевской земельной управы, католическая церковь (доминиканская церковь святой Марии, церковь святой Екатерины) и другие. Против предназначения культового характера говорит отсутствие апсид, а также обнаружения погребений и церковных вещей.
Ротонда была уничтожена во время золотоордынского нападения на Киев в 1416 году.

## Архитектура
Ротонда выглядела как архитектурное сооружение башенного типа (внешний диаметр 20 м, внутренний — 17 м), декорированное 16-ю пилястрами (шириной до 1,2 м, толщиной 0,3-0,6 м). Построена из плинфы, валунов и мелких камней. Стены были высотой 10 м (сохранились лишь на 80 см), толщиной 1,5 м. Внутреннее пространство — зал с большим центральным столбом (диаметром 3,2 м), который служил опорой для перекрытия. Стены, облицованные кирпичом-брусчаткой, были украшены фресками, пол устлан керамическими и шиферными плитками. Вход в здание располагался с западной стороны.

## Археологическое изучение
Фундамент ротонды был раскопан в 1881—1882 годах. Полноценные археологические раскопки проведены в 1975—1976 годах Петром Толочко и Ярославом Боровским. Остатки фундаментов ротонды в наше время законсервированы, материалы исследований сохраняются в Музее истории Киева.